# Ncincihli Titi
Ncincihli Titi (Sudáfrica, 15 de diciembre de 1993) es un atleta sudafricano, especialista en la prueba de 200 m, en la que logró ser campeón africano en 2018.

## Carrera deportiva
En el Campeonato Africano de Atletismo de 2018 celebrado en Asaba (Nigeria) ganó la medalla de oro en los 200 metros, con un tiempo de 20.46 segundos, por delante del nigeriano Ejowvokoghene Oduduru (plata con 20.60 segundos) y de su compatriota el también sudafricano Luxolo Adams (bronce también con un tiempo de 20.60 segundos).